# المتوكل طه
المتوكل سعيد بكر نزال شاعر فلسطيني من مدينة قلقيلية، مواليد عام 1958، حصل على دكتوراه في الآداب، وعلى الماجستير في الأدب والنقد من جامعة اليرموك في الاردن، وعلى الدكتوراة في الفنون والآداب من معهد الأبحاث والدراسات العربية التابع لجامعة الدول العربية في القاهرة، تلقى الشعر من والده سعيد بكر طه، صدر له خمسة وأربعون كتاباً في الشعر والسرد والنقد والفكر.

## حياته
اعتقلته سلطات الاحتلال الإسرائيلي. انتخب رئيساً لاتحاد الكتّاب الفلسطينيين من 1987 -1995. انتخب رئيساً للهيئة العامة لمجلس التعليم العالي الفلسطيني من 1994 -1992. شغل منصب وكيل وزارة الإعلام الفلسطينية من 1994 -1998. أسّس «بيت الشعر» في فلسطين العام 1998، مع عدد من المبدعين الفلسطينيين، وترأسه لمدة ثمانية أعوام حتى العام 2005. المشرف العام والمحرر المسؤول لمجلة الشعراء ولمجلة أقواس لمدة ثمانية أعوام. انتخب أميناً عاماً للاتحاد العام للكتاب والأدباء الفلسطينيين العام 2005 حتى العام 2010. ترأس وشارك وفد اتحاد الكتاب الفلسطينيين في اجتماعات الاتحاد العام للكتاب العرب لمدة خمسة عشر عاماً، والتي عقدت في معظم العواصم والمدن العربية. رئيس منظمة «شعراء بلا حدود» في فلسطين. عمل محاضراً في غير جامعة فلسطينية. شغل منصب وكيل وزارة الإعلام 2006 حتى 2012. أدار وشارك في مئات الندوات والمؤتمرات والمهرجانات في شتى دول العالم، ونشر الكثير من أعماله في الداخل والخارج، وترجمت عدد من أعماله إلى عدّة لغات. عمل سفيراً لفلسطين لدى ليبيا من 2012 حتى 2015. يعمل في وزارة الخارجية برتبة سفير. عضو مجلس أمناء جائزة فلسطين الدولية للإبداع والتميّز. - تم تكريم المتوكل أكثرمن مئة وستين مرة من قبل مؤسسات ثقافية وأكاديمية وإعلامية وفكرية فلسطينية وعربية وإقليمية. وقد تناولت العديد من الأبحاث والدراسات الأكاديمية أشعار وكتابات المتوكل طه في غير دراسة ومؤتمر. وحاز على العديد من الجوائز، منها جائزة «الحرية» و«القدس» و «الإبداع المقاوم».

## إصداراته الشعرية
مواسم الموت والحياة. زمن الصعود. فضاء الأغنيات. رغوة السؤال. ريح النار المقبلة. أو كما قال (مختارات). قبور الماء. حليب أسود (عن هارون الرشيد والبرامكة). نقوش على جدارية. الخروج إلى (عن أبي عبد النتانت الصغير وتسليم غرناطة). (وقد صدرت الأعمال الشعرية المذكورة عن المؤسسة العربية للدراسات والنشر في بيروت العام 2003). الرمح على حاله. (أحلام ابن النبي). قال الفتى لبنان. على جدارية. نصوص إيليا ويبوس. نصوص بترا، ورد القوافل. نصوص حنظلة. مملكة اليمام.
وفي الدراسات صدر له: بعد عقدين.. وجيل (الثقافة الوطنية في الأراضي المحتلة بعد عشرين عاماً من الاحتلال)، بالاشتراك. دراسات في الأدب واللغة (الإنسان، الشعر، المسرح، اللغة). الثقافة والانتفاضة (بعد ألف يوم من الانتفاضة، أثر الانتفاضة في الثقافة وأثر الثقافة في الانتفاضة)، بالاشتراك. إبراهيم طوقان (دراسة في شعره). الكنوز (ما لم يعرف عن إبراهيم طوقان)، وصدرت الطبعة الثالثة منه بعنوان «من أوراق الشاعر». هذا ما لزم، رسائل إبراهيم طوقان إلى فدوى طوقان. دراسة في قصيدة «الثلاثاء الحمراء»، البحث عن شاعر آخر. (وقد صدرت الكتب الأربعة الأخيرة من هذه الدراسات في مجلد واحد بعنوان «حدائق إبراهيم طوقان» عن المؤسسة العربية للدراسات والنشر في بيروت العام 2004). قراءة المحذوف (قصائد لم تنشرها فدوى طوقان). مقدمات حول الشعر الفلسطيني الحديث والثقافة الوطنية. الانتفاضة، مرايا الدم والزلزال-(شهادة -عامان على انتفاضة الأقصى). صورة الآخر في الشعر الفلسطيني. وهم الوصول-مقالات في الأدب والفن والثقافة. الروائي المختلف. بين يدي الربيع. أسئلة الثقافة والمقاومة. كتابة الضرورة.

## أعماله النثرية
السرد والقصة والرواية (الأعمال النثرية) صدر له: رمل الأفعى (سيرة كتسيعوت، معتقل أنصار 3). عباءة الورد (نصوص الانتفاضة والشهداء). طهارة الصمت (عن الكتابة وهموم الثقافة). (وقد صدرت الأعمال النثرية المذكورة عن المؤسسة العربية للدراسات والنشر في بيروت العام 2003). سرديات الجنون – نصوص. كشكول الذهب-نصوص. وصدرت مختارات نثرية بعنوان سرد فلسطيني تضمنت الأعمال السابقة الأبواب المنسية-قصص اعتقاليه. جنون ليبيا -نساء أويا-رواية. لون الروح – نصوص. نصوص الجسد-شهد النار. رواية رامبير حفلة تنكرية. أيام خارج الزمن، سيرة كاتب، نصف قرن من الدم والحبر. صدر عن دار فضاءات – عمان. شهد النار، نصوص الجسد، صدر عن دار ابن رشد بالقاهرة. عرش الليمون “نصوص قلقيلية في أدب المتوكل طه –مختارات. وصدرت طبعة من كتاب «نصوص المدينة» عن عمادة البحث العلمي بجامعة القدس المفتوحة في رام الله تضمنت كل ما كتبه المتوكل عن القدس. وصدرت الطبعة الأولى عن دار الجندي للنشر والتوزيع بمدينة القدس لكتاب «مدن الإيقاع» تضمنت كل ما نشره المتوكل عن المدن والأماكن. وطبعة من كتاب «سرد فلسطيني» تضمن عدداً من نصوصه السردية عن المجلس الأعلى للثقافة في مصر. وطبعة جديدة من كتاب «نصوص المعتقل» احتوى على ما أنجزه المتوكل من أدب السجون، صدرت عن دار وطن للإعلام في فلسطين.